# NGC 828
NGC 828 je spirální galaxie v souhvězdí Andromedy. Její zdánlivá jasnost je 12,2m a úhlová velikost 2,5′ × 1,6′. Je vzdálená 246 milionů světelných let, průměr má 180 000 světelných let. Galaxii objevil 18. října 1786 William Herschel.